# Olovo (město)
Olovo (srbsky Олово) je město a sídlo stejnojmenné opčiny v Bosně a Hercegovině v Zenicko-dobojském kantonu. Nachází se asi 46 km severovýchodně od Sarajeva. V roce 2013 žilo v Olovu 2 586 obyvatel, v celé opčině pak 10 578 obyvatel.
Součástí opčiny je celkem 41 trvale obydlených vesnic:
- Ajdinovići – 19 obyvatel
- Arapovača – 22 obyvatel
- Bakići – 351 obyvatel
- Berisalići – 473 obyvatel
- Boganovići – 216 obyvatel
- Brda – 281 obyvatel
- Bukov Do – 116 obyvatel
- Čude – 32 obyvatel
- Čuništa – 487 obyvatel
- Dolovi – 158 obyvatel
- Drecelj – 5 obyvatel
- Dugandžići – 23 obyvatel
- Glavično – 236 obyvatel
- Gurdići – 109 obyvatel
- Jelaške – 466 obyvatel
- Kamensko – 650 obyvatel
- Klinčići – 440 obyvatel
- Kolakovići – 132 obyvatel
- Kovačići – 201 obyvatel
- Krajišići – 5 obyvatel
- Križevići – 176 obyvatel
- Kruševo – 176 obyvatel
- Lišci – 148 obyvatel
- Magulica – 56 obyvatel
- Metilji – 18 obyvatel
- Milankovići – 311 obyvatel
- Olovo – 2 586 obyvatel
- Olovske Luke – 571 obyvatel
- Petrovići – 134 obyvatel
- Ponijerka – 81 obyvatel
- Ponor – 5 obyvatel
- Prgoševo – 40 obyvatel
- Pušino Polje – 63 obyvatel
- Radačići – 26 obyvatel
- Rečica – 181 obyvatel
- Rijeka – 547 obyvatel
- Slivnje – 5 obyvatel
- Solun – 377 obyvatel
- Stojčići – 210 obyvatel
- Vukotići – 268 obyvatel
- Žunova – 179 obyvatel

Nacházejí se zde i zaniklé vesnice Grabovica, Rečice, Rubinići a Žeravice.
Ve městě se vlévá řeka Bioštica do řeky Krivaji.